# Relic (film, 2020)
Pour les articles homonymes, voir Relic.
Pour plus de détails, voir Fiche technique et Distribution.
Relic un film d'horreur américano-australien coécrit et réalisé par Natalie Erika James, sorti en 2020.

## Synopsis
Edna, une octogénaire, disparaît subitement. Sa fille Kay et sa petite-fille Sam se rendent chez elle, dans sa grande demeure isolée, afin de mener les recherches et tenter de la retrouver. Quelque chose d'aussi mystérieux que néfaste et inquiétant semble entourer l'endroit…

## Fiche technique
Sauf indication contraire, les informations mentionnées dans cette section peuvent être confirmées par la base de données cinématographiques IMDb,  présente dans la section « Liens externes ».
- Titre original : Relic
- Réalisation : Natalie Erika James
- Scénario : Christian White et Natalie Erika James
- Musique : Brian Reitzell
- Direction artistique : Loretta Cosgrove, Marianne Evans et Timothy Stuart Hildebrandt
- Décors : Steven Jones-Evans
- Costumes : Louise McCarthy
- Photographie : Charlie Sarroff
- Montage : Denise Haratzis et Sean Lahiff
- Production : Jake Gyllenhaal, Anna McLeish, Riva Marker, Anna McLeish et Sarah Shaw
- Sociétés de production : Screen Australia, Film Victoria, Nine Stories Productions, AGBO et Carver Films
- Sociétés de distribution : IFC Films (États-Unis), Stan (Australie)
- Pays d'origine :  Australie /  États-Unis
- Langue originale : anglais
- Format : couleur
- Genre : horreur
- Durée : 89 minutes
- Dates de sortie :
  - États-Unis : 25 janvier 2020 (Festival du film de Sundance) ; 3 juillet 2020 (sortie limitée)
  - Australie : 10 juillet 2020 (vidéo à la demande)
  - France : 7 octobre 2020
- Interdit aux moins de 12 ans lors de sa sortie en France

## Distribution
- Emily Mortimer (VF : Rafaèle Moutier) : Kay
- Robyn Nevin (VF : Anne Plumet) : Edna
- Bella Heathcote (VF : Juliette Allain) : Sam
- Chris Bunton : Jamie
- Jeremy Stanford : Alex
- Chris Bunton : Jamie
- Christina O'Neill (VF : Ethel Houbiers) : Grace
- Catherine Glavicic : Dr Stanley
- Steve Rodgers : le Constable Mike Adler
- John Browning : l'homme de la maison de retraite
- Robin Northover : le vieil homme

## Accueil

### Critique
En France, le site Allociné recense une moyenne des critiques presse de 3,3⁄5, sur un total de 20 titres de presse.
D'après Léo Moser du magazine Les Inrockuptibles, « S'il n'a pas l'ampleur d'un "Hérédité", "Relic" réserve quelques moments d'angoisse sourde (visions glaçantes de la démence sénile), et propose un regard profondément troublant (et troublé) sur la famille, les non-dits qui la terrassent et les secrets enfouis qui la vicient. ».
Pour Adrien Gombeaud du quotidien Les Echos, « Film d'épouvante de facture classique, « Relic » propose surtout une réflexion émouvante sur le vieillissement, la mort et le courage de l'affronter. Terrifiant et bouleversant. ».

## Diffusion Chaine Française
| Jour             | Heure | Chaine        | Audience |
| ---------------- | ----- | ------------- | -------- |
| Mercredi 11 Août | 20h50 | Canal+ Cinéma |          |

## Distinctions

### Sélections
- Festival du film de Sundance 2020 : sélection en section « Midnight »
- L'Étrange Festival 2020 : sélection en compétition
- Festival international du film de Catalogne 2020 : sélection en compétition internationale